# Юоцявичус, Юозас Пранович
Юо́зас Пра́нович Юоця́вичус (лит. Juozas Juocevičius; 29 марта 1947, Пренай — 24 декабря 2024) — советский литовский боксёр второй средней весовой категории, выступал за сборную СССР в начале 1970-х годов. Чемпион Европы, двукратный чемпион СССР, четырежды чемпион Литвы. На соревнованиях представлял спортивный клуб «Жальгирис», мастер спорта международного класса. Также известен как тренер по боксу, спортивный функционер и предприниматель.

## Биография
Юозас Юоцявичус родился 29 марта 1947 года в городе Пренай. Активно заниматься боксом начал в раннем детстве в одном из боксёрских залов Вильнюса, затем проходил подготовку в каунасовском спортивном клубе «Жальгирис» под руководством тренеров А. Потамсиса и А. Шоцикаса. Первого серьёзного успеха на ринге добился в 1968 году, когда стал чемпионом Литвы среди юниоров. Год спустя повторил это достижение и дебютировал на взрослом первенстве СССР, где сумел дойти до четвертьфинала второй средней весовой категории. В 1970 году Юоцявичус выиграл чемпионат Советского Союза, за что был удостоен звания мастера спорта международного класса, в 1971 году защитил этот титул. Участвовал в двух матчевых встречах со сборной США, прошедших в Денвере и Лас-Вегасе (оба раза победил, в том числе один раз нокаутом).
Благодаря череде удачных выступлений удостоился права защищать честь страны на чемпионате Европы в Мадриде — взял верх над всеми своими соперниками и завоевал золотую медаль. Сезон 1972 года литовский боксёр вынужден был практически полностью пропустить из-за полученной травмы, по этой же причине он не смог поехать на летние Олимпийские игры в Мюнхен. Вместо него на Олимпиаде боксировал москвич Вячеслав Лемешев, выступивший вполне удачно, став олимпийским чемпионом. В 1973 году Юозас Юоцявичус восстановился от травмы и попытался вернуться в основной состав национальной сборной, однако на чемпионате СССР дошёл только до полуфинала, проиграв узбеку Руфату Рискиеву. На этом его спортивная карьера фактически закончилась, всего в любительском боксе он провёл 200 матчей, из них 185 окончил победой.
Покинув ринг, в 1973 году Юоцявичус окончил Вильнюсский университет, получив учёную степень в области экономики. В течение долгого времени работал тренером, подготовил многих талантливых спортсменов, затем, после обретения Литвой независимости, стал спортивным функционером, занимал пост председателя Литовского совета по боксу. С 1989 года был судьёй Европейской ассоциации любительского бокса, с 1992 года — судья международной категории. В поздние годы занимался автомобильным бизнесом в Вильнюсе, баллотировался в члены муниципального совета города. В 2008 году опубликовал книгу стихов «Деревья говорили между собой». Не женат, есть внебрачная дочь Ингрид.
Умер 24 декабря 2024 года в возрасте 77 лет.